# Emilio Ballado
Emilio Ballado Alvarado (* 2. Mai 1916 in Veracruz; † unbekannt) war ein mexikanischer Boxer.

## Werdegang
Emilio Ballado gewann bei den Zentralamerika- und Karibikspielen 1935 die Goldmedaille im Weltergewicht und nahm an den Olympischen Sommerspielen 1936 in Berlin teil. Dort schied er in seinem Erstrundenkampf im Weltergewichtsturnier gegen den Norweger Rudolf Andreassen aus.
1937 und 1939 bestritt er zwei Profiboxkämpfe, konnte jedoch keinen der beiden gewinnen.